# Yuzo Kobayashi
Yuzo Kobayashi (小林 祐三 Kobayashi Yuzo?), född 15 november 1985, är en japansk fotbollsspelare.
I juni 2005 blev han uttagen i Japans trupp till U20-världsmästerskapet 2005.